# Falam
Falam (birmano: ဖလမ်းမြို့) es una localidad del Estado Chin, en el oeste de Birmania. Dentro del estado, Falam es la capital del distrito homónimo y del municipio homónimo.
En 2014 tenía una población de 9092 habitantes, en torno a la quinta parte de la población municipal.
Fue fundada por los británicos en 1892 como centro administrativo y militar. Tras la creación del Estado Chin, Falam fue la capital estatal hasta que se trasladó la capital a Hakha en 1974.
Se ubica unos 30 km al norte de la capital estatal Hakha, sobre la carretera que lleva a Tedim.

## Clima
| Parámetros climáticos promedio de Falam, Myanmar (1981–2010) | Parámetros climáticos promedio de Falam, Myanmar (1981–2010) | Parámetros climáticos promedio de Falam, Myanmar (1981–2010) | Parámetros climáticos promedio de Falam, Myanmar (1981–2010) | Parámetros climáticos promedio de Falam, Myanmar (1981–2010) | Parámetros climáticos promedio de Falam, Myanmar (1981–2010) | Parámetros climáticos promedio de Falam, Myanmar (1981–2010) | Parámetros climáticos promedio de Falam, Myanmar (1981–2010) | Parámetros climáticos promedio de Falam, Myanmar (1981–2010) | Parámetros climáticos promedio de Falam, Myanmar (1981–2010) | Parámetros climáticos promedio de Falam, Myanmar (1981–2010) | Parámetros climáticos promedio de Falam, Myanmar (1981–2010) | Parámetros climáticos promedio de Falam, Myanmar (1981–2010) | Parámetros climáticos promedio de Falam, Myanmar (1981–2010) |
| Mes                                                          | Ene.                                                         | Feb.                                                         | Mar.                                                         | Abr.                                                         | May.                                                         | Jun.                                                         | Jul.                                                         | Ago.                                                         | Sep.                                                         | Oct.                                                         | Nov.                                                         | Dic.                                                         | Anual                                                        |
| ------------------------------------------------------------ | ------------------------------------------------------------ | ------------------------------------------------------------ | ------------------------------------------------------------ | ------------------------------------------------------------ | ------------------------------------------------------------ | ------------------------------------------------------------ | ------------------------------------------------------------ | ------------------------------------------------------------ | ------------------------------------------------------------ | ------------------------------------------------------------ | ------------------------------------------------------------ | ------------------------------------------------------------ | ------------------------------------------------------------ |
| Temp. máx. abs. (°C)                                         | 28.6                                                         | 30.5                                                         | 30.7                                                         | 32.6                                                         | 32.6                                                         | 32.2                                                         | 29.0                                                         | 29.0                                                         | 29.5                                                         | 30.8                                                         | 29.5                                                         | 27.0                                                         | 32.6                                                         |
| Temp. máx. media (°C)                                        | 20.4                                                         | 21.9                                                         | 24.7                                                         | 26.7                                                         | 25.6                                                         | 24.1                                                         | 23.6                                                         | 23.4                                                         | 23.6                                                         | 23.9                                                         | 21.8                                                         | 20.3                                                         | 23.3                                                         |
| Temp. mín. media (°C)                                        | 8.0                                                          | 9.9                                                          | 13.0                                                         | 15.4                                                         | 16.5                                                         | 17.5                                                         | 17.5                                                         | 17.5                                                         | 17.0                                                         | 15.6                                                         | 12.0                                                         | 8.6                                                          | 14.0                                                         |
| Temp. mín. abs. (°C)                                         | 4.0                                                          | 4.0                                                          | 7.0                                                          | 9.8                                                          | 11.5                                                         | 12.3                                                         | 15.0                                                         | 15.0                                                         | 13.5                                                         | 11.6                                                         | 7.6                                                          | 5.0                                                          | 4.0                                                          |
| Lluvias (mm)                                                 | 8.4                                                          | 11.5                                                         | 33.0                                                         | 78.9                                                         | 161.0                                                        | 229.7                                                        | 255.2                                                        | 261.8                                                        | 224.3                                                        | 139.1                                                        | 53.1                                                         | 11.2                                                         | 1467.2                                                       |
| Fuente: Norwegian Meteorological Institute                   |                                                              |                                                              |                                                              |                                                              |                                                              |                                                              |                                                              |                                                              |                                                              |                                                              |                                                              |                                                              |                                                              |